# Maurits Crucq
Maurits Crucq, né le 10 février 1968 à Voorburg, est un joueur néerlandais de hockey sur gazon.

## Palmarès
- Médaille de bronze aux Jeux olympiques de Séoul en 1988
- Médaille d'or aux Jeux olympiques d'Atlanta en 1996[1]